# Forêt domaniale de Verdun
 (septembre 2022).
Si vous disposez d'ouvrages ou d'articles de référence ou si vous connaissez des sites web de qualité traitant du thème abordé ici, merci de compléter l'article en donnant les références utiles à sa vérifiabilité et en les liant à la section « Notes et références ».
L'ensemble de massifs boisés dit massif domanial de Verdun ou forêt domaniale de Verdun (plus de 10 000 ha boisés) plus souvent improprement dénommés « forêt de Verdun » est une des zones de massifs boisés de la région forestière dite Côtes et collines de Meuse, du département de la Meuse en Lorraine (boisée à 36 %, ce qui en fait la seconde région forestière de la France métropolitaine).

## Localisation et contexte
Située à une altitude comprise entre 200 à 400 m, le climat est de type subatlantique humide, plutôt froid et pluvieux avec une précipitation de 900 à 1000 mm/an.
Il s'agit d'un plateau calcaire s’élevant d'ouest en est (jusqu'à + 400 m), coupé par la vallée de la Meuse (Nord-Sud) et par d'étroits vallons qui peuvent abriter une végétation de ravins.

## Forêts
Ce massif tire son nom de la proche ville de Verdun, et regroupe diverses forêts domaniales et non-domaniales, dont :
- le bois de la Grande Montagne ;
- le bois d'Écurey ;
- le bois de Bréhéville ;
- le bois de Consenvoye ;
- la forêt de Verdun, composée de résineux plantés après guerre, mais aussi de feuillus (un tiers de la surface boisée) plantés ou issus d'une régénération naturelle provenant des peuplements d'avant-guerre, avec quelques zones considérées comme de réels « témoins de l'avant-guerre ». En particulier, le bois le Comte abrite de vieux hêtres nés avant 1916, ainsi que des populations de Sonneur à ventre jaune. Le plateau de Douaumont se recolonise naturellement depuis la guerre, sur environ 200 hectares qui ont toujours été réservés, hors aménagement forestier. C'est « un cas exceptionnel à une telle échelle dans la moitié nord de la France »[2]. Il abrite plusieurs espèces de plantes rares (Dactylorhiza praetermissa, Epipactis muelleri, Linum leonii et Ophioglossum vulgatum). La forêt de Verdun est riche en suintements et présente quelques sources incrustantes avec hépatiques à thalle dont Conocephalum conicum. Depuis les années 1970, l'ONF convertit les zones artificiellement enrésinées en peuplements mélangés de feuillus ;
- la forêt de Spincourt, moins touchée par la guerre, est surtout composée de feuillus. Elle abrite deux étangs (étang Debat et  étang des Crocs) considérés comme remarquables, ainsi qu'une petite forêt alluviale inondable, sur roche imperméable, qui abritent des espèces rares dans le département ou la région, dont le Pourpier d’eau (Lythrum portula), le Potamot à feuilles aiguës (Potamogeton acutifolius), la Laîche de Bohème (Carex bohemica)[2] ;
- le bois de Sivry ;
- le bois de Sartell ;
- le bois Juré ;
- le bois de Forges ;
- le bois des Caures ;
- le bois du Fayel ;
- le bois de Merles ;
- le bois de Jametz ;
- le bois de la Côte de Laimont ;
- le bois de Dannevoux ;
- la forêt du Mort-Homme, qui fait partie de la zone rouge de Verdun, est composée de résineux plantés après guerre, mais aussi de feuillus plantés ou issus d'une régénération naturelle provenant des peuplements d'avant-guerre. Le massif abrite une zone humide marécageuse alimentée par le ruisseau de Forges et plusieurs zones périodiquement inondées propices aux amphibiens, par exemple à l'étang du Haut-Fourneau. Il abrite aussi des zones de mardelles tourbeuses abritant par exemple deux sphaignes Sphagnum palustre et Sphagnum subsecundum (en). Certaines semblent naturelles, mais la plupart sont d'anciens trous d'obus (Parent, 2004). Depuis les années 1970, l'ONF convertit peu à peu les zones artificiellement enrésinées de cette forêt en peuplements mélangés de feuillus[2]. Certaines anciennes tranchées sont noyées plusieurs mois par an (par exemple autour des étangs Debat et des Crocs) et sont devenues des lieux de reproduction pour certains batraciens et libellules (Millarakis, 1997).

Les résineux constituent encore environ 50 % du boisement des secteurs du Mort-Homme et de Verdun.
En forêt de Spincourt, les feuillus dominent largement (plus de 90 % du massif) avec notamment le chêne pédonculé. Le massif bénéficie d'une température plus douce que la moyenne régionale. La pluviométrie y est plus faible que dans le sud-est de la région, mais le sol a de très bonnes capacités de réserve en eau, et sa fragmentation par les obus lors de la guerre a facilité la pénétration des racines en profondeur.
Ce massif est inclus dans une vaste zone (forêts domaniales de Spincourt, du Mort-Homme et de Verdun) qui est l'un des trois sites pressentis parmi ceux qui pourraient devenir parc national (zone d'étude de 33 000 ha incluant les rares feuillus anciens déjà là avant 1914, mitraillés, qui pourraient être classés en réserve biologique intégrale,). On trouve dans la zone d'étude trois habitats forestiers prioritaires de la Directive européenne Habitats Faune Flore (Millarakis, 1999) :
- Érablaie-Tillaie-Ormaie de versant nord sur cailloutis calcaire (code UE 9180), en zone basse et relativement épargnée par les séquelles de guerre, et à la potentialité forestière relativement préservée[2] ;
- Frênaie-Aulnaie mésohygrophile sur marnes (code UE 91E0), rare et localisé sur de faibles surfaces, favorable à l'Aulne blanc (Alnus incana), souvent sur substrats tufeux suintants, également caractérisés par une flore hygrophile très riche[2] ;
- La Frênaie-Aulnaie à Orme lisse de bords de ruisseau (code UE 91E0) pouvant accueillir les trois ormes (lisse, de montagne et champêtre)[2].

## Histoire
La forêt préhistorique a reculé puis est réapparue au rythme des dernières glaciations. Avant même le haut Moyen Âge elle a été détruite pour laisser place à l'agriculture (labours et prairies) dès la période gallo-romaine.
À la différence de la plupart des forêts domaniales françaises qui sont d'anciennes forêts royales ou des forêts relativement anciennes, la forêt de Verdun est une forêt toute jeune. Plus précisément, c'est une forêt de guerre, c'est-à-dire une forêt entièrement replantée (à partir de 1927, après 10 ans de désobusage et terrassement, sur une ancienne zone agricole bouleversée par les obus).
Une loi de 1919 sur la répartition des dommages de guerre a permis à l'État d'acheter à leurs propriétaires les terrains dont la remise en état aurait nécessité une dépense supérieure à la valeur supposée du terrain, soit plusieurs milliers d’hectares autour de Verdun, de Saint-Mihiel et dans l'Argonne. Les anciennes parcelles agricoles furent interdites à la reconstruction et à l'agriculture à cause des explosifs, munitions chimiques, munitions non explosées dont le sol était truffé, et à cause de la pollution microbienne des sources et des sols due aux cadavres de soldats et animaux enfouis à même le sol.
Le travail de plantation d'une forêt a fait partie de la reconstruction, après la Première Guerre mondiale. Ce secteur de la « zone rouge »  avait été jugé si dégradé par les autorités qu'elles ont à l'époque jugé préférable d'interdire le retour de l'agriculture et de n'y autoriser que la plantation d'arbres. On y a d'abord planté du pin noir, du pin sylvestre, de l'épicéa, du sapin, de l'aulne puis de nombreuses autres espèces (hêtre, sur le plateau, certaines essences étant localement réapparues spontanément). Dans les années 1970, l'ONF a fait évoluer le boisement vers la hêtraie en ne renouvelant pas les résineux coupés et en plantant des feuillus. Plus tard, la régénération naturelle a été favorisée pour diminuer les coûts de gestion et augmenter les chances de résilience écologique du massif face aux aléas climatiques et sanitaires. Quelques rares arbres anciens subsistent dans le massif (moins de 5 % de la surface totale), dont certains portent encore les traces (mitrailles) de la guerre. Les forêts lorraines ont été localement rajeunies, au profit de la hêtraie par la tempête de décembre 1999.
Elle est devenue un des principaux sites de mémoire, peut-être le plus emblématique de la Première Guerre mondiale.

## Projet de parc national
Dans le cadre de l'après-Grenelle et d'une démarche « Présent pour l'avenir », en tant qu'échantillon représentatif d'une « forêt feuillue de plaine » dans les régions naturelles des côtes du Barrois, des côtes de Meuse et de la plaine de Woëvre, le secteur dit « Forêts des côtes de Meuse et du pays de Spincourt » fait l'objet d'un projet de Parc national de la part du Ministère chargé de l'écologie et du Muséum national d'histoire naturelle. Le périmètre d'étude couvre 33 000 ha. Il concerne au maximum 40 communes dont le territoire serait pour tout ou partie (≥ 25 %) concerné. Ce territoire couvre l'ancienne zone rouge et la forêt de Spincourt. Il est classé pour 1,5 % en ZNIEFF de type I, et pour 30 % en ZNIEFF type 2. 23 % sont classés ZPS et 39 % ZSC.
Une réserve biologique intégrale pourrait protéger environ 100 ha du secteur des Jumelles d’Ornes (en forêt domaniale de Verdun) qui abrite une station unique sur le massif de hêtraie-érablaie-ormaie de versant nord avec une très belle population d’ail des ours.

## Environnement, écologie
D'un point de vue biogéographique et surtout en termes de domaine phytogéographique, cette zone marque un passage : de nombreuses espèces médio-européennes et subatlantiques y sont en limite de leur aire de répartition. C'est donc une zone particulièrement intéressante à suivre dans le contexte du changement climatique.
En dépit de son caractère artificiel et de pollution qui sont des séquelles de guerre, la forêt a bénéficié d'un climat, d'une pédologie favorable et 80 ans de soins de l'ONF (c'est une des agences qui en France regroupe le plus grand nombre de salariés). C'est une ZNIEFF de type 1 qui abrite de nombreuses espèces d'oiseaux et qui fait partie du réseau Natura 2000. 

### Habitats
Huit habitats (écologie) relèvent de la directive Habitat, dont 5 sont des habitats forestiers, 3 étant des « habitats prioritaires ».  
- hêtraies-chênaies neutrophiles et  mésophiles (code UE : 9130) ;
- hêtraies sèches à Céphalanthères (code UE : 9150), avec un potentiel important d'expression pour des plantes telles que la mélitte à feuilles de mélisse, la céphalanthère à grandes fleurs, la céphalanthère à feuilles étroites, etc.
- chênaies pédonculées-frênaies sur marnes (code UE : 9160) ;
- frênaies-aulnaies hygrophiles (code UE : 91E0, habitat prioritaire), sur les pentes et sur marnes, avec localement une flore de suintements tufeux dont des bryophytes tels que Conocephalum conicum, Pellia endiviifolia, etc.
- hêtraies-érablaies-ormaies (code UE : 9130), au nord sur les versants froids ;
- érablaies-tillaies-ormaies (code UE : 9180), habitat prioritaire (peu représenté dans le massif) ;
- frênaies-érablaies (code UE :9160) en fond de vallons où l'on peut trouver le séneçon de Fuchs, l’orme blanc, ou l’anémone fausse renoncule ;
- frênaies-chênaies pédonculées à Ail des ours (code UE : 9160), localement, dans la Woëvre ;
- pelouses calcicoles (code UE : 6210), habitat prioritaire.

L'est du massif abrite plusieurs zones humides dont l’étang des Hauts-Fourneaux. Le massif est à ce titre un des éléments importants de la trame verte nationale (confirmée par le Grenelle de l'Environnement en 2007) et de la trame verte régionale. Le projet de classement en parc national s'appuie sur ces éléments. De petites tourbières sont également présentes ainsi que des milieux alluviaux le long de la Meuse.

### Évolution
À cause de sa jeunesse et d'une tradition française d’exploitation intensive, pour partie en coupe rase suivie d'une régénération artificielle (plantations en alignement), le massif est cependant pauvre en vieux-bois et gros bois-mort ce qui explique la pauvreté des grandes espèces saproxylophages. En revanche, les champignons forestiers ont rapidement colonisé l'humus forestier qui s'est reconstitué après guerre, probablement en raison des bouleversements du sol. Ces champignons peuvent toutefois être pollués par les métaux et résidus de toxiques de combat laissés dans les sols par les guerres. Le gibier peut, comme les champignons, contenir des taux de métaux lourds anormalement élevés, voire dépassant les limites admissibles pour la consommation ou la vente en Europe.
Pour ces raisons, et localement à cause d'une fréquentation élevée, ce massif n’exprime probablement pas tout son potentiel écologique.

### Faune
- Chauves-souris : dix-sept espèces étaient recensées en 2009 dans la région de Verdun, pour le périmètre pressenti pour le parc national, sur les 22 connues en Lorraine, soit 77 % de la richesse spécifique régionale et 50 % de la richesse nationale. Six de ces espèces sont protégées au niveau européen[6] (Grand rhinolophe, Murin de Bechstein…).
- Amphibiens et reptiles : parmi les treize espèces d'amphibiens et cinq espèces de reptiles, on peut signaler le crapaud sonneur à ventre jaune (Bombina variegata) (protégé à échelle européenne) qui survit dans la forêt malgré la relative rareté des zones humides. C'est une espèce devenue rare et qui est protégée. On y trouve aussi des grenouilles, salamandres et plusieurs espèces de tritons qui meurent parfois écrasées ou blessées sur les routes (là où elles n’ont pas déjà disparu), faute de crapauduc.
- Mammifères : le chat sauvage est présent. Certaines chauve-souris qui pourraient potentiellement être présentes (Noctules) n'ont pas été inventoriées dans le massif mais d'autres espèces rares, menacées et protégées profitent des nombreux restes de forts, tunnels, casemates, etc.
- Oiseaux : en sus du cortège habituel des espèces forestières, on peut citer la grue cendrée (qui ne nichait plus en France depuis plusieurs siècles et qui niche sur le secteur de Spincourt). On trouve en vallée de Meuse le râle des genêts devenu très rare en France, qui fait l'objet d'un plan national de restauration et la Cigogne noire (Ciconia nigra) est périodiquement signalée, nicheuse pour la première fois en 2009.

### Flore
La flore comprend des espèces patrimoniales telles que la Marguerite de la Saint-Michel (Aster amellus, caractéristique des écotones forestiers calcicoles) et la grande douve (Ranunculus lingua, espèces protégées au niveau national).

### Économie
La forêt contribue au maintien de la filière bois lorraine et de la Meuse.

### Chasse
Les baux de chasse sont une source de revenu important pour l'ONF. La forêt est fréquentée pour le petit gibier (faisans d’élevage) et ses sangliers, chevreuils et cerfs (agrainés). 
Lors des actions de chasse à balle, tout ou partie du massif peut être fermé au public pour limiter les risques d'accidents par balle perdue.

## Aspects sanitaires
Les tiques sont localement nombreuses et véhiculent plusieurs « maladies à tiques » dont la maladie de Lyme (Plusieurs variétés de borrélies ont été repérées en Meuse).
Comme dans les autres forêts régionales, on a constaté une mortalité quasi totale des ormes dans les années 1970-1980.
Des épisodes de botulisme peuvent survenir.
En raison des séquelles environnementales laissées par les guerres dans ce type de forêt, il n'est pas conseillé de consommer les champignons forestiers ni les abats (rein, foie en particulier) des espèces-gibier.

## Gestion
Elle est assurée par l'ONF qui l'a labellisée Forêt d'Exception en 2014.

### Aménagements
Ce massif a été créé de toutes pièces. Il a été conçu pour une exploitation future très intensive, sauf sur les parties consacrées aux sites de mémoire, où au contraire on cherche à préserver les polémosylvofacies en y empêchant le retour de la forêt.

### Gestion de la chasse
Elle se fait en partenariat ONF - Fédérations de chasse et vise à préserver les équilibres dits « sylvocynégétiques ». L'agrainage est pratiqué depuis plusieurs décennies dans le cadre du Plan de chasse. Sa pression tend à diminuer et les ORGFH visent une baisse des populations d’ongulés par un « usage réduit et raisonné de l'affouragement et de l'agrainage (la recherche d’une harmonisation est prévue via les SDGC) », ainsi qu'une « harmonisation lorsque c’est possible des mesures préfectorales qui réglementent la chasse au niveau régional, voire interrégional ». Au moment de la chasse au grand gibier, les accès à la forêt peuvent être fermés. Plusieurs routes sont fermées aux véhicules toute l’année, ce qui offre une meilleure tranquillité aux animaux (hors période de chasse).

## Loisirs
La forêt accueille de très nombreux visiteurs, randonneurs, cyclistes, écoliers, et visiteurs étrangers. Des sorties randonnées et découverte peuvent y être organisées… Il est cependant conseillé de rester sur les sentiers balisés en raison du grand nombre d'engins explosifs encore présents, et de faire attention à ses animaux à cause des objets rouillés et coupant au sol (barbelés, obus explosés...). 